# 兼明書
兼明書是五代考據辯證類筆記，五卷，丘光庭撰。

## 作者
丘光庭，烏程（今浙江湖州市南）人。其生活年代在史籍中並無記載，後人編纂的書目中有唐代、五代和宋三種說法，《羅隱集》有贈光庭詩，則當巳入五代（907—960）。曾官太學博士。今存詩七首，有《兼明書》、《唐教論》、《補新宮》、《補茅鴟》等。 

## 內容
《兼明書》有三卷、四卷、十二卷等不同記載，今本五卷，疑後人所更定。前三卷論述經史諸書，對《周易》、《尚書》、《毛詩》、《春秋》、《禮記》、《論語》、《小孝經》、《爾雅》、《史記》 、《白虎通》中的文字、訓詁、傳說、故實以及風俗、名物等都有所考辯。卷四專駁五臣的《文選注》，卷五為雜說。每條先列舊說，後陳急件，以“明曰”標出。儘管有些見解，不免標新立異，武斷無徵，如據《山海經》鳳凰之文，管子《韓詩外傳》封禪之記，謂作字不始於倉頡，不知百氏雜說，不足為據。 《論語》請車為槨一條，謂毀車為槨、非賣車市槨，不知一車之材，毀之豈能為槨，殊不近事理。但精闢之論尚多，如“論《史記》誤以放勳重華，文命為堯、舜、禹名，毛萇誤以垤為螘塚，孔安國誤解菁茅，顏師古誤以鳲鳩為白鷢，孔穎達誤以鴟鴞為巧婦，又誤以佔書為龜策同釁，公羊穀梁誤以荊人為貶詞，杜預誤以文馬，為畫馬趙匡誤以諸侯無兩觀，郭璞誤以竊脂為盜肉，應劭誤以邱氏為出左邱明，皆引據辨駁，具有條理。駁五臣《文選注》諸條，亦皆精核”（《四庫全書總目提要》）。 

## 版本
《兼明書》有《續百川學海》本，《寶顏堂秘笈》本、《真意堂三種》本、浙江範懋柱家天一閣藏本，璜川吳氏，清嘉慶16年刻本等；今有：《兼明書》中華書局1985年版；《兼明書》遼寧教育出版社“新世紀萬有文庫本”1998年版；《兼明書》台北·台灣商務印書館1986版。